# Champagne-Ardenne
Champagne-Ardenne [ʃɑ̃ˌpaɲaʀˈdɛn] ist eine ehemalige Region im Nordosten Frankreichs, die aus den Départements Ardennes, Aube, Marne und Haute-Marne bestand. Sie war nach der historischen Landschaft der Champagne und dem Ardennen-Gebirge benannt. Die Region bildet seit 2016 den westlichen Teil der neuen Region Grand Est. Champagne-Ardenne hatte eine Fläche von 25.606 km² und 1.312.252 Einwohner (Stand 1. Januar 2022). Hauptstadt der Region war Châlons-en-Champagne, größte und auch historisch wichtigste Stadt ist Reims.

## Geographie
Die frühere Region Champagne-Ardenne liegt im Nordosten Frankreichs. Im Norden grenzt sie an Belgien und im Osten an Lothringen und Franche-Comté. Im Süden schließt sich Burgund an und im Westen liegen die Île-de-France und die Picardie.
Das Flussnetz ist ost-westlich ausgerichtet und wird von der Seine, ihren Nebenflüssen Marne und Aube, der Aisne (einem Nebenfluss der Oise) und der Maas (Meuse) beherrscht.
An den größeren Flüssen liegen vier Staudämme, die unter anderem die Pariser Gegend vor den Hochwassern der Seine schützen sollen. Der Lac du Der-Chantecoq (auch kurz Lac du Der) an der Marne westlich von Saint-Dizier ist der größte Stausee Frankreichs, an der Seine liegt der Lac de la Forêt d’Orient und an der Aube der Lac du Temple und der Lac Amance.
Im Norden der Region liegt das Gebirge der Ardennen.

## Logo
Das 1987 entwickelte Logo der Region und des Conseil Regional bestand aus zwei einander durchdringenden Herzen, die eine Vierpass-Rosette bildeten, die für die vier Départements stand, aus denen die Region bestand. Die Farben grün und gelb standen für die landschaftsprägenden Kulturen: grün für den Weinbau und Gelb für den Getreideanbau.
Ein 1982 von dem Archiv des Départements Marne vorgeschlagenes Wappen, das das historische Wappen der Grafschaft Champagne mit dem Eber als Symbol der Ardennen kombinierte, wurde nicht angenommen.

## Geschichte

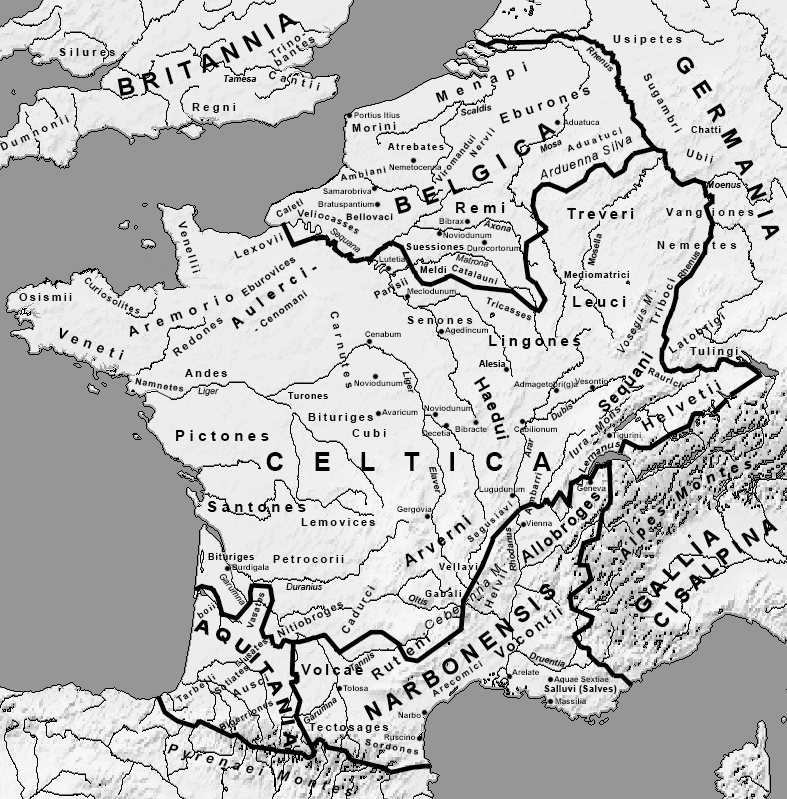
Siedlungsgebiet der Remer im letzten Jahrhundert v. Chr.

Die Gegend um Reims ist seit frühester Zeit besiedelt. Die Remer gründeten hier eine von den Römern Durocortorum genannte städtische Ansiedlung. Nach der Eroberung Galliens durch Caesar wurde die Stadt zur Civitas. Aus Durocortorum Remorum wurde in römischer Zeit die Kurzform Remis, aus der sich der heutige Name Reims entwickelte. Sie wurde zur Hauptstadt der römischen Provinz Gallia Belgica und ein wichtiger Straßenknotenpunkt. Neben Augusta Treverorum war sie vermutlich die bevölkerungsreichste Stadt nördlich der Alpen.
Weihnachten 496 ließ sich der fränkische Herrscher Chlodwig I. durch den heiligen Remigius von Reims in Reims taufen. Aus diesem Grund wurde Reims die Krönungsstadt der französischen Könige bis zur Revolution und nochmals 1823 beim Regierungsantritt von Charles X.
Um das Jahr 1000 spielte der Erzbischof von Reims, Gerbert von Aurillac, eine große Rolle. Er wurde Papst unter dem Namen Silvester II. und er war ein Freund von Kaiser Otto III. Vom Ende des 12. Jahrhunderts bis ins 14. Jahrhundert war die Champagne eine sehr reiche Gegend. Von internationaler Bedeutung waren die Messen in Lagny (in der Region Ile de France), Provins, Troyes und Bar-sur-Aube, die auf zwei Wallfahrtsrouten in Richtung Rom lagen.
1871 fand im Deutsch-Französischen Krieg die Schlacht bei Sedan in den Ardennen statt.
Während des Ersten Weltkrieges war die Champagne Schauplatz der Kämpfe nach der ersten Schlacht an der Marne bei Paris (6.–9. September 1914), der Chemin des Dames (Aisne, Frühling 1917), dann bis zur zweiten Schlacht an der Marne (1918).
Während des Zweiten Weltkrieges waren die Ardennen ebenfalls Schauplatz heftiger Kämpfe, welche von 1940 (französische Niederlage) bis 1944 (Gegenoffensive in den Ardennen) stattfanden.
Die Versöhnungszeremonie zwischen Frankreich und Deutschland fand im Dom von Reims statt. In Anwesenheit von Präsident Charles de Gaulle und Bundeskanzler Konrad Adenauer wurde sie durch Kardinal François Marty zelebriert.
Mit der Einrichtung der Regionen 1960 entstand die Region Champagne-Ardenne in den derzeitigen Grenzen. 1972 erhielt die Region den Status eines Établissement public unter Leitung eines Regionalpräfekten. Durch die Dezentralisierungsgesetze von 1982 erhielten die Regionen den Status von Collectivités territoriales (Gebietskörperschaften), wie ihn bis dahin nur die Gemeinden und die Départements besessen hatten. Im Jahre 1986 wurden die Regionalräte erstmals direkt gewählt. Seitdem wurden die Befugnisse der Region gegenüber der Zentralregierung in Paris schrittweise erweitert.
Im Jahr 1996 besuchte Papst Johannes Paul II. anlässlich des 1500. Jahrestags der Taufe Chlodwigs und seiner Soldaten durch den heiligen Remigius die Stadt Reims.
Zum 1. Januar 2016 wurde die Region Champagne-Ardenne mit den Regionen Lothringen und Elsass zur Region Grand Est (provisorischer Name bis September 2016: Alsace-Champagne-Ardenne-Lorraine) fusioniert.

## Bevölkerung

### Demografie
Aufgrund der Landflucht verringert sich die Bevölkerung seit 1982 stetig. Mit nur 2,5 % der nationalen Bevölkerung und einer Dichte von 52 Einwohnern/km² ist die Region Champagne-Ardenne eine der am dünnsten besiedelten französischen Regionen.

### Städte
Die bevölkerungsreichsten Städte der Region Champagne-Ardenne sind:
| Stadt                | Einwohner (Jahr) | Département |
| -------------------- | ---------------- | ----------- |
| Reims                | 178.478 (2022)   | Marne       |
| Troyes               | 62.443 (2022)    | Aube        |
| Charleville-Mézières | 45.634 (2022)    | Ardennes    |
| Châlons-en-Champagne | 43.218 (2022)    | Marne       |
| Saint-Dizier         | 22.811 (2022)    | Haute-Marne |
| Épernay              | 22.022 (2022)    | Marne       |
| Chaumont             | 21.418 (2022)    | Haute-Marne |
| Sedan                | 16.727 (2022)    | Ardennes    |
| Romilly-sur-Seine    | 14.751 (2022)    | Aube        |
| Vitry-le-François    | 11.349 (2022)    | Marne       |

## Politische Gliederung
Die Region Champagne-Ardenne untergliedert sich in vier Départements:
| 267.204 | (2022) |

| 311.076 | (2022) |

| 564.107 | (2022) |

| 169.865 | (2022) |

## Wirtschaft
Im Vergleich mit dem BIP der EU ausgedrückt in Kaufkraftstandards erreichte die Region 2013 einen Index von 94 (EU-27 = 100). Damit gehört sie zu den ärmeren und strukturschwachen Regionen Frankreichs.
Die Region ist stark landwirtschaftlich geprägt und 61,4 % der Fläche wird für Agrarzwecke genutzt. Die Region steht in Frankreich an erster Stelle bei der Produktion von Gerste und Luzerne, an zweiter Stelle hinsichtlich der Erzeugung von industriellen Rüben, Zwiebeln und Erbsen und an dritter Stelle bei der Weizen- und Raps-Produktion. In dem Champagne-Weinbaugebiet werden über 28.000 Hektar Weinberge bewirtschaftet und die Champagner-Erzeugung ist seit Jahren stetig ansteigend. So konnten im Jahre 2012 309 Millionen Flaschen Champagner verkauft werden, von denen 44 % ins Ausland exportiert wurden.

### Landwirtschaft
Mit einem Gesamtvolumen von 2,5 Millionen Tonnen Getreide ist die Coopérative Champagne-Céréales die führende Getreideproduktiongenossenschaft in Europa. Sie vereinigt 9.300 Landwirte und kümmert sich nicht nur um die Vermarktung, sondern auch um die Weiterverwertung des Getreides und der Hülsenfrüchte in eigenen Fabriken, Mälzereien und Mühlen. Die Cristal Union ist zweitgrößter französischer Zuckerproduzent. In den Produktionsstätten in Arcis-sur-Aube, Bar-sur-Aube, Buchères, Bazancourt, Châlons-en-Champagne, Sermaize und Sillery wird neben Zucker auch Alkohol (Ethanol) und Trockenfutter hergestellt. Béghin-Say, ebenfalls ein Zuckerproduzent, hatte seinen Sitz in Connantre bei Reims und eine Brennerei in Morains bei Châlons. Die Gruppe ist 2003 an Téréos weiterverkauft worden, einige ihrer Fabriken an die Cristal Union. Die Groupe Soufflet in Nogent-sur-Seine ist der größte Getreideeinkäufer in Frankreich. Der führende französische Exporteur von Getreide betreibt auch die größte europäische Mühle.

### Industrie
In industrieller Hinsicht ist die Region für ihre Strumpfwaren bekannt, denn 25 % der gesamten französischen Produktion wird hier gefertigt. Zudem ist Champagne-Ardenne die drittgrößte Schwerindustrie-Region Frankreichs.
Zu den größten und bekanntesten Betrieben der Region zählten die Verreries Mécaniques de Champagne (VMC) in Reims. Die ehemals zu BSN und später zu Owens-Illinois gehörenden Fabriken waren auf Glasflaschen spezialisiert und wurden 2009 geschlossen. Vallourec in Vitry-le-François ist ein Automobilzulieferer. Die Devanlay in Troyes sind Textilfabriken (Lacoste) mit über 1.000 Beschäftigten. Auch die Kléber-Kautschuk-Fabrikation in La Chapelle-Saint-Luc beschäftigt annähernd 1.000 Mitarbeiter. Die Gießerei der PSA-Gruppe in Les Ayvelles hat 2700 Beschäftigte, die PSA-Automobilfabrik in Villers-Semeuse über 1000.

## Verkehr

### Straßenverkehr
Die Region wird von 460 km Autobahnen durchquert, verteilt auf drei Achsen:
- die Autobahn A4 Paris-Straßburg mit dem Zentrum bei Reims
- die Autobahn A5 Paris-Dijon, die an Troyes und Chaumont vorbeiführt
- Die Autobahn A26 Calais-Dijon, die an Reims und Châlons vorbeiführt und sich mit der A5 in Troyes vereinigt.

### Schienenverkehr
Das Eisenbahnnetz wird von vier Linien geprägt. Die Linie LGV Est européenne ist die östlich verlaufende Schnellfahrstrecke des TGV. Diese Achse bedient Reims mit dem Bahnhof Champagne-Ardenne TGV nördlich der Stadt. Die Linie Paris-Straßburg folgt dem Tal der Marne über Épernay, Châlons-en-Champagne und Vitry-le-François. Zusätzlich existieren noch die Linien Paris-Charleville-Mézières und Paris-Basel, die dem Tal der Seine folgt. Diese nicht-elektrifizierte Achse wird von der Politik der Rentabilität der SNCF in Frage gestellt und könnte aus Gründen des Profits von der zukünftigen Linie TGV Paris-Dijon-Basel ersetzt werden.

### Wasserverkehr
Das schiffbare Flussnetz wird durch mehrere Kanäle ergänzt. Der Canal latéral à la Marne (deutsch: Marne-Seitenkanal) verbindet Vitry-le-François mit Dizy. Er mündet dort in die kanalisierte Marne. Der Canal de la Marne au Rhin (deutsch: Rhein-Marne-Kanal) verlässt die Marne in Vitry-le-François und verbindet sie mit dem Rhein bei Straßburg. Der Canal des Ardennes (deutsch: Ardennen-Kanal), verbindet die Täler der Aisne und der Maas. Der Canal de la Meuse (deutsch: Maas-Kanal) hieß früher Canal de l’Est, branche Nord. Er verbindet die Maas, von Givet ausgehend, mit der Mosel bei Toul. Der Canal des Vosges (deutsch: Vogesen-Kanal) hieß früher Canal de l’Est, branche Sud. Er verbindet die Mosel mit dem Oberlauf der Saône.

### Luftverkehr
Der internationale Flughafen von Vatry wird hauptsächlich für die Abfertigung von Frachtverkehr genutzt. Er verfügt über eine lange Landebahn von 3650 m, die aber leicht gekrümmt ist. Da er nur 150 km von Paris entfernt und noch dazu in einer sehr schwach bevölkerten Zone liegt, ist er als Kandidat für einen dritten Flughafen von Paris im Gespräch.

## Kultur und Tourismus

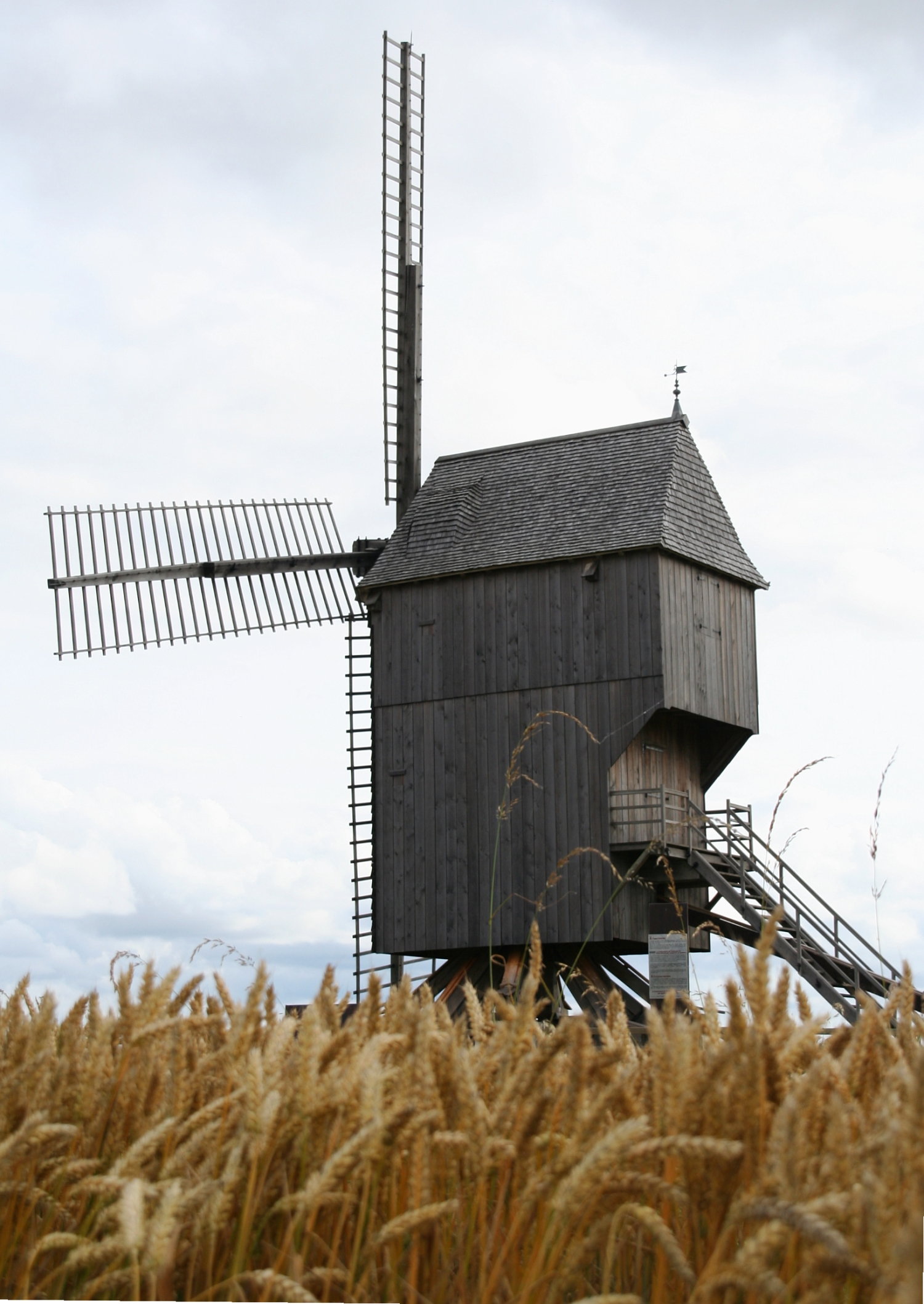
Moulin de Valmy

Die Region ist touristisch besonders gut erschlossen, was vor allem an der Kombination von Geschichte, Kultur und Gastronomie liegt. Die meisten Besucher interessieren sich neben den historischen Innenstädten auch für die Geschichte der Champagner-Häuser. Die Champagner-Route bietet eine gute Möglichkeit einen Überblick über die Region und die Spezialitäten zu erhalten. Die zu besuchenden Gegenden unterscheiden sich hinsichtlich ihrer kulturellen und gastronomischen Ausprägung. Insgesamt stehen über 290 anerkannte Tourismus-Hotels mit 8000 Zimmern oder 150 Pensionen den Gästen zur Verfügung. Die Region bietet 19 Museen, 92 Kinos, 16 Theater und 10 Golfanlagen. Mehr als 650 km Wasserstraßen und 8 Stauseen, darunter der Lac du Der-Chantecoq, der größte Stausee Frankreichs, sind von Touristen nutzbar.